# Eusthenia venosa
Eusthenia venosa är en bäcksländeart som först beskrevs av Tillyard 1921.  Eusthenia venosa ingår i släktet Eusthenia och familjen Eustheniidae. Inga underarter finns listade i Catalogue of Life.